# Campagne romaine
Ne doit pas être confondu avec Campanie.

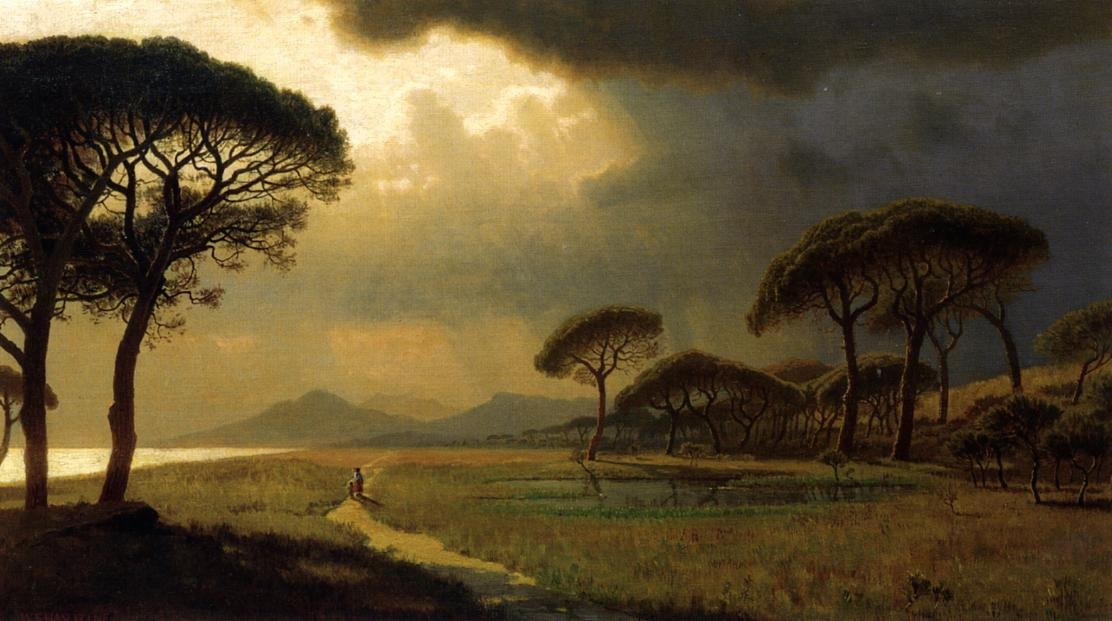
Lumière du matin dans la campagne romaine, par William Stanley Haseltine.

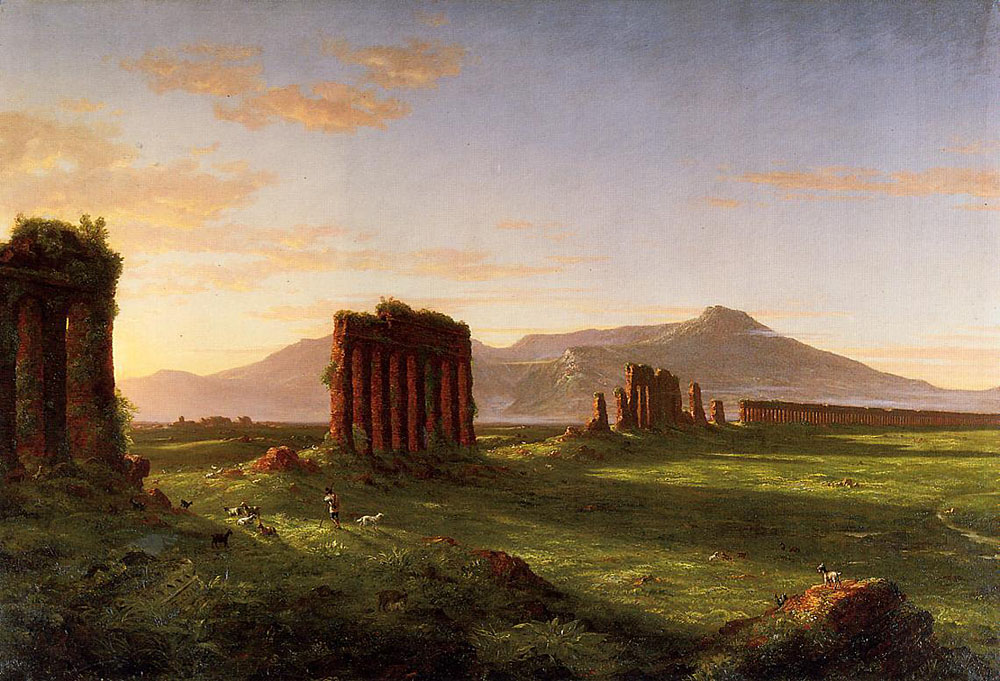
Roman Campagna (La Campagne romaine), peinte par Thomas Cole en 1843.

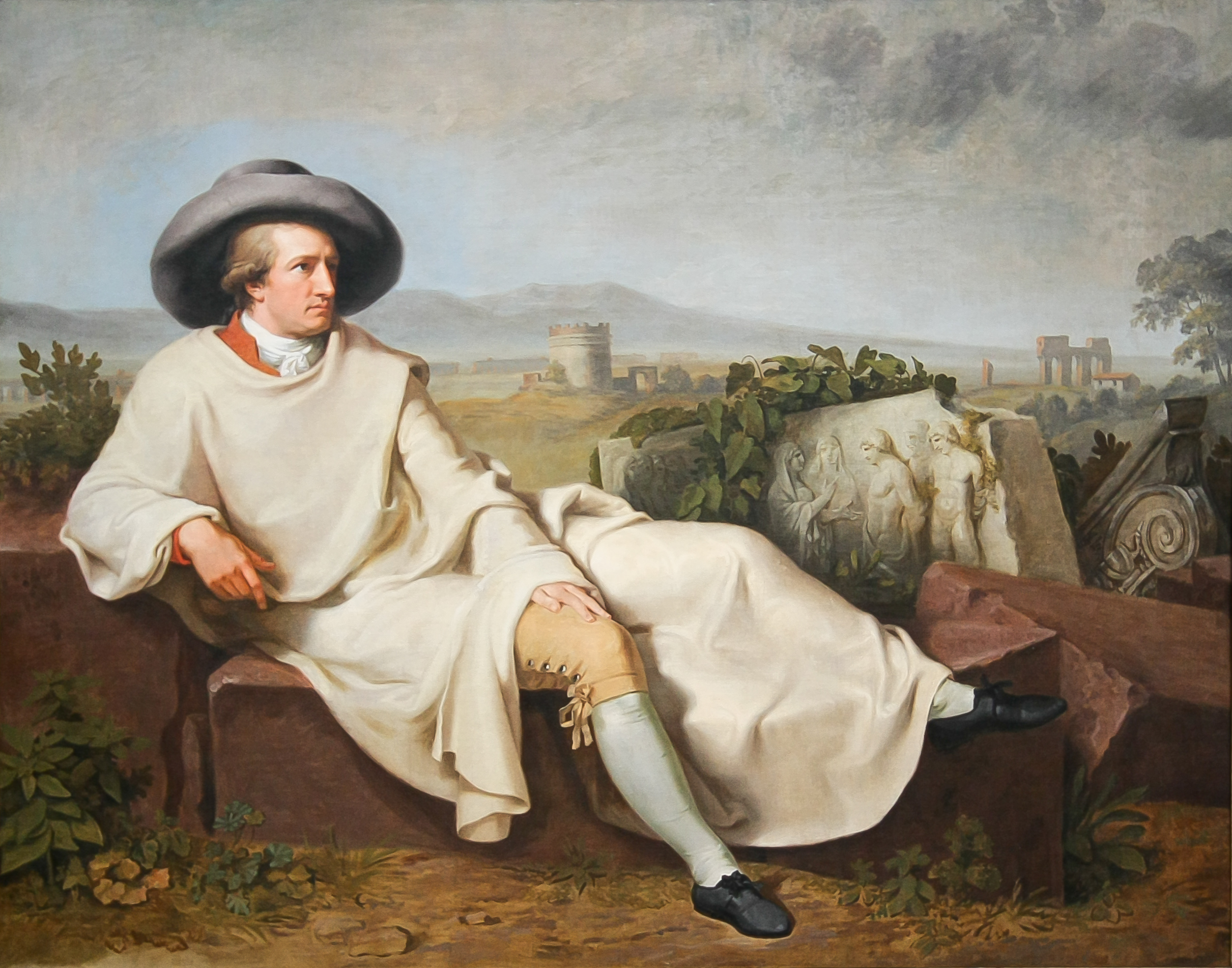
Une des peintures les plus célèbres de Tischbein, Goethe dans la campagne romaine, 1787, Musée Städel, Francfort-sur-le-Main.

La campagne romaine (en italien : campagna romana) est une région basse aux environs de Rome, dans le Latium, en Italie centrale. Sa superficie est d'environ 2 100 km2. 

## Situation

La campagne romaine vue par le satellite Sentinel-2B de Copernicus (voir Sentinel-2), qui a capté cette image de couleur parfaite le 5 février 2019, trois jours à peine après de fortes précipitations à Rome et dans les environs du Latium, en Italie. Il montre l’enracinement des sédiments dans la mer Tyrrhénienne. La chute du 2 février a conduit à l’inondation des rues, à la fermeture des berges du fleuve Tibre et à plusieurs routes. Le fleuve Tibre joue un rôle important dans le transport des sédiments, de sorte que les eaux côtières y sont souvent décolorées. Toutefois, les pluies récentes ont entraîné la coulée d’une grande quantité de sédiments dans la mer Tyrrhénienne, comme le montre cette image. Le panache de sédiments s’étend à 28 km de la côte, transporté au nord-ouest par des courants.

Géographiquement, la campagna est bordée par les monts Sabins au nord-est, le mont Albain au sud-est, la mer Tyrrhénienne au sud-ouest et les montagnes de Tolfa et de Sabatini au nord-ouest. La région est traversée par les rivières Tibre et Aniene. Les principales villes de la campagne romaine sont Tivoli, Anagni, Aricia, Castel Gandolfo, Frascati, Palestrina, Ostie.

## Histoire
Pendant la période de l'Empire romain, l'ager romanus était une zone résidentielle appréciée, mais elle fut abandonnée au Moyen Âge à cause de la malaria qui s'y propage dès le XVIe siècle, et de l'insuffisance de l'approvisionnement en eau pour les besoins de l'agriculture. Au XVIIe siècle, la campagna romana est considérée comme un environnement hostile par les voyageurs. La malaria est alors une maladie fatale à laquelle aucun remède n'est connu ; jusqu'à la fin du XIXe siècle, on suppose que son air supposément empoisonné en est la cause. 
Elle connait une décroissance démographique rapide. Les fortes chaleurs favorisant la malaria, la région est évitée durant l'été. Les bergers descendent des Abruzzes pour y faire paitre leurs troupeaux qu'en automne et remontent dans les montagnes au printemps. Les bouviers attendent la fin de l'été pour y mener leurs troupeaux. Au début du XVIIe siècle, seules les moissons de blé et la récolte des foins ont lieu en été. Au début des années 1650, le taux de mortalité des travailleurs saisonniers, qui viennent des Marches ou des Abruzzes, est si important que les gouvernements papal et civil de Rome publient plusieurs édits réprimant les propriétaires terriens qui ne prennent pas les mesures nécessaires pour les protéger. 
La campagna est qualifiée de disabitana dès la fin du XVe siècle. Elle devient le repaire de brigands, une autre menace pour les voyageurs. Ils s'établissent dans les rares bosquets d'arbres des plaines, qui sont également considérés comme une barrière naturelle contre la malaria
De nombreux historiens, tels que Fernand Braudel, ont décrit l'état lamentable de la région pendant toute cette période. Elle fut réhabilitée vers la fin du XIXe siècle et au XXe siècle et des exploitations agricoles diverses s'y implantèrent. Mais ce n'est pas avant le vingtième siècle que la situation s'améliora réellement, comme en témoignent les échecs fréquents d'implantations dans la campagne romaine dans les années 1860-1870 ; car, en 1870, on y mourait encore massivement de la malaria.
À partir des années 1950, l'expansion de Rome a détruit une grande partie de la campagna, en particulier à l'est et au sud de la ville.

## La campagne romaine dans l'art
La campagne romaine a été représentée par de nombreux artistes, allant de peintres comme Nicolas Poussin dans l’Automne, Claude Lorrain dans La Campagne romaine vue de Tivoli, Johann Heinrich Wilhelm Tischbein et son célèbre Goethe dans la campagne romaine, Thomas Cole dans son Roman Campagna (La Campagne romaine), ou plus proche de nous Arthur John Strutt, jusqu'à des écrivains et des poètes comme Chateaubriand (Lettre sur la campagne romaine) ou Robert Browning (Two in the Campagna).